# Modulová koordinace
Modulová (modulární) koordinace je obor ve stavebnictví, který jinými slovy znamená rozměrové sjednocení. Snaží se dosáhnout stavu, kdy jsou mezi sebou jednotlivé prvky stavby (dílce, výrobky) sestavitelné, logicky navazující a zaměnitelné. Umožňuje soulad mezi rozměry objektu a jeho částmi pomocí dohodnutých rozměrových jednotek – modulů. 
Vede k hospodárnosti výroby a výstavby i zpřehlednění celého návrhu. Správná modulová koordinace minimalizuje nutnost upravovat (řezat…) jednotlivé prvky, což přináší větší přesnost a funkčnost i urychlení tempa výstavby.
V české legislativě řeší modulovou koordinaci technická norma ČSN 73 0005.

## Modul
Modulem („M“) je dohodnutá délková jednotka používané pro koordinaci rozměrů stavby. Za základní modul M se považuje 100 mm. Z něj se vytváří jako násobky či zlomky ze základního modulu odvozené moduly – zvětšené (např. 300 mm, 500 mm, 2000 mm) či zmenšené (50 mm, 5 mm, 1 mm). Každý stavební výrobek má svůj modul. Příkladem, kdy jsou modulem celé velké části stavby, je modulární architektura.
Příklad cihly plné pálené jako „modulu“:
- koordinační (skladebný) rozměr: 300 × 150 × 75 mm – teoretické umístění modulu do stavby, včetně zápočtu odchylek a spár
- základní (výrobní) rozměr: 290 × 140 × 65 mm – výrobní rozměr, uvažovaný při nulových odchylkách
- reálný rozměr 291 × 140 × 66 mm (s mírnými odchylkami od předpokladu) – rozměr, kterého bylo při výrobě skutečně dosaženo a který lze u výrobku změřit